# Ким Сенсу
Ким Сенсу (1900 год, уезд Менчхон, провинция Северный Хамгён, Корея — дата смерти неизвестна, Уртачирчикский район, Ташкентская область) — бригадир колхоза «Полярная звезда» Средне-Чирчикского района Ташкентской области, Узбекская ССР. Герой Социалистического Труда (1951).

## Биография
Родился в 1900 году в крестьянской семье в уезде Менчхон провинции Северный Хамгён, Корея.
В 1910-е годы вместе с родителями эмигрировал на российский Дальний Восток. Во второй половине 1910-х годах занимался сельским хозяйством в деревне Шкотовка Ольгинского уезда Приморской области Приамурского края. С 1917 года проживал в деревне Саинбар, с 1920 года — в деревне Благодатное Никольск-Уссурийского уезда, с 1922 года — в селе Сын-Хинни Никольск-Уссурийского уезда. С 1922 года трудился в личном хозяйстве своего отца в селе Морозовка Никольск-Уссурийского уезда. С 1924 года проживал в деревне Благодатное. В 1930 году вступил в колхоз «Полярная звезда» Михайловского района. Трудился в этом колхозе рядовым колхозником, кладовщиком.
В 1937 году депортирован на спецпоселение в Ташкентскую область Узбекской ССР. С 1939 года — рядовой колхозник, бригадир хлопководческого звена колхоза «Полярная звезда» Средне-Чирчикского района. С 1939 года — член ВКП(б).
В 1948 году бригада Ким Сенсуна собрала в среднем с каждого гектара по 50,1 центнеров хлопка на участке площадью 38,4 гектара. Указом Президиума Верховного Совета СССР от 7 мая 1951 года удостоен звания Героя Социалистического Труда «за получение высоких урожаев хлопка на поливных землях при выполнении колхозом обязательных поставок и контрактации по всем видам сельскохозяйственной продукции, натуроплаты за работу МТС в 1950 году и обеспеченности семенами всех культур в размере полной потребности для весеннего сева 1951 года» с вручением ордена Ленина и золотой медали «Серп и Молот».
После выхода на пенсию проживал в Средне-Чирчикском районе.
Дата смерти не установлена.
Награды
- Герой Социалистического Труда
- Орден Ленина
- Орден «Знак Почёта» — трижды (16.01.1950)
- Медаль «За трудовую доблесть» (27.04.1948; 1949; 13.06.1950)
- Медаль «За доблестный труд в Великой Отечественной войне 1941—1945 гг.» (06.06.1945)